# پل مورل
پل مورل (به فرانسوی: Paul Morelle) نویسنده و روزنامه‌نگار قرن بیستم میلادی اهل فرانسه است.